# Mặc định (khoa học máy tính)
Mặc định (tiếng Anh: default), trong khoa học máy tính, đề cập đến những giá trị có từ trước của những thiết lập mà người dùng có thể cấu hình được để gán cho một phần mềm ứng dụng, chương trình máy tính hay thiết bị. Trong tiếng Anh, những thiết lập này cũng được gọi là preset (tiền thiết lập) hoặc factory preset (tiền thiết lập xưởng), đặc biệt cho những thiết bị điện tử. Từ điển tiếng Anh Oxford ghi nhận sự xuất hiện cách dùng này từ giữa thập niên 1960 với tư cách biến thể của các diễn đạt ngữ nghĩa cũ hơn là "trình diễn/hoạt động hỏng".
Giá trị mặc định là các giá trị tiêu chuẩn được thiết lập trước cho toàn bộ thiết bị hoặc một đời sản phẩm nào đó và với ý định khiến cho thiết bị càng dễ tiếp cận càng tốt mà không cần phải trải qua quá trình thiết lập phức tạp trước khi sử dụng. Người dùng chỉ việc thay đổi những thông số nào mà cảm thấy cần thiết. Ở nhiều thiết bị, người sử dụng còn có thêm lựa chọn khôi phục thiết lập mặc định cho một hoặc tất cả tính năng.